# لويس رويز (لاعب كرة قدم إسباني)
لويس رويز (بالإسبانية: Luis Ruiz Sayago)‏ هو لاعب كرة قدم إسباني في مركز الدفاع، ولد في 30 يونيو 1992 في ولبة في إسبانيا. لعب مع أتلتيكو مدريد ج وأتلتيكو مدريد ونادي ليغانيس.

## وصلات خارجية
- لويس رويز على موقع قاعدة بيانات كرة القدم.إي يو (الإنجليزية)
- لويس رويز على موقع Soccerway.com (الإنجليزية)
- لويس رويز على موقع AS.com (الإسبانية)